# Лопес, Леопольдо
Леопольдо Лопес Мендоса (исп. Leopoldo López Mendoza; род. 29 апреля 1971, Каракас, Венесуэла) — венесуэльский политический деятель и экономист, в настоящее время выступающий в качестве Национального координатора венесуэльской политической партии Народная воля.

## Биография
Леопольдо Лопес родился в Каракасе 29 апреля 1971 года в состоятельной семье. У него есть 2 сестры, Диана и Адриана Лопес.
Тhe Guardian назвала Лопеса «политиком голубых кровей», происходящим из «одной из самых могущественных семей в Венесуэле». Мать Лопеса, Антониета Мендоса, является дочерью Эдуардо Мендосы Гоитикоа, служившим министром сельского хозяйства в течение 2-х лет при президентстве Ромуло Бетанкура, с 1945 по 1948 год. Также по линии матери Леопольдо Лопес — потомок первого президента Венесуэлы Кристобаля Мендосы. Кроме того, Лопес является потомком Хуаны Боливар, сестры Симона Боливара. Его кузен — Тор Хальворсен Мендоса. Его двоюродный дед Рафаэль Эрнесто Лопес Ортега служил министром образования во время президентства Лопеса Контрераса. Дедушка Леопольдо Лопес Ортега и двоюродный дедушка Рафаэль Эрнесто Лопес Ортега оба были докторами, основателями Медицинского центра Сан-Бернардино в Каракасе.
Учился в колледже Сантьяго де Леон де Каракас (исп. Colegio Santiago de León de Caracas) и окончил Школу Хан в Принстоне (Нью-Джерси, США). После чего он закончил Кеньон-колледж в Гамбире (Огайо, США) в 1993 году, получив степень бакалавра в области социологии. Впоследствии он поступил в Гарвардский институт государственного управления им. Джона Ф. Кеннеди при Гарвардском университете, где получил степень магистра публичной политики в 1996 году. В 2007 году он получил звание почетного доктора юридических наук в Кеньоне.
В 1996—1999 работал экономистом в государственной нефтяной компании PDVSA, преподавал институциональную экономику в Католическом университете Андреса Бельо в Каракасе.
В мае 2007 года Леопольдо Лопес женился на Лилиан Тинтори, которая родила ему дочь в 2009 и сына в 2013 годах.

## Политическая деятельность
Впервые в политике Лопес появился в 2000 году, когда стал сооснователем политической партии «За справедливость» наряду с Энрике Каприлесом и Хулио Борхесом, а также стал мэром муниципалитета Чакао в результате успеха на региональных выборах в июле 2000 года. Во время пребывания на этой должности он удостоился ряда наград за честность и эффективность в своей административной деятельности.
Состоял в партии «За справедливость» в 2000—2007, в партии Новое время в 2007—2009. С 2009 года в партии Народная воля.
Через 2 года после вступления Лопеса в должность мэра Чакао случилась неудачная попытка государственного переворота в Венесуэле в 2002 году, в результате которой Уго Чавес был временно отстранён от своей должности. Согласно Los Angeles Times, Лопес «организовывал публичные протесты против Чавеса и сыграл центральную роль в гражданском аресте преданного Чавесу министра внутренних дел Рамона Родригеса Часина.» В 2008 году, когда Лопес планировал баллотироваться в мэры Каракаса, правительство Венесуэлы приняло меры для препятствия ему занимать государственные посты в течение следующих 6 лет. В результате Межамериканский суд по правам человека осудил Чавеса за нарушение прав оппозиционных кандидатов и дисквалификацию их из избирательной гонки, и в 2010 году суд принял единогласное решение в пользу Лопеса.
Лопес, возглавивший протесты 2014 года в Каракасе, был арестован 18 февраля по обвинению в поджоге, терроризме и убийстве. Amnesty International, Human Rights Watch и другие правозащитные международные организации осудили его арест как политически мотивированный. 10 сентября 2015 года Лопес был приговорён к 13 годам девяти месяцам и семи дням тюремного заключения. 8 июля 2017 года тюремное заключение было заменено Леопольдо Лопесу на домашний арест по состоянию здоровья.
30 апреля 2019 года бежал из-под домашнего ареста, по первым данным — при помощи группы военнослужащих, перешедших на сторону оппозиции в ходе вспышки протестов на фоне тяжёлого политического кризиса, и укрылся в испанском посольстве.